# Movimento del Rinnovamento Serbo
Il Movimento del Rinnovamento Serbo (in serbo: Српски покрет обнове; Srpski Pokret Obnove - SPO) è un partito politico attivo in Serbia dal 1990.
La sua ideologia è il conservatorismo; suo leader è Vuk Drašković.
Nel 1997 ha subito la scissione di alcune sue componenti, che hanno poi costituito un altro soggetto politico, Nuova Serbia. I due partiti si sono riavvicinati in occasione delle elezioni parlamentari del 2003, in cui si sono presentati congiuntamente ottenendo il 7,7% dei voti.
Alle elezioni parlamentari del 2007, tuttavia, SPO non ha ottenuto alcun seggio, con solo il 3,3% dei voti.
Alle elezioni parlamentari del 2008 il partito ha preso parte ad una coalizione con i socialdemocratici del Partito Democratico e con i conservatori liberali di G17 Plus. La coalizione, denominata Per una Serbia Europea, ha ottenuto il 38,4% dei voti ed ha espresso il Primo Ministro nella figura di Mirko Cvetković.
Alle elezioni parlamentari del 2012 in coalizione coi liberaldemocratici SPO ha confermato i suoi 4 seggi al Parlamento.
Alle elezioni parlamentari del 2014 si presenta alleato col Partito Progressista Serbo, ottenendo 5 seggi.
Alle elezioni parlamentari del 2016 sempre coalizzato col Partito Progressista Serbo, ottiene 3 seggi.